# Regeringen Pekkala
Regeringen Pekkala var Republiken Finlands 31:a regering. I regeringen ingick Demokratiska Förbundet för Finlands Folk, Socialdemokraterna, Agrarförbundet och Svenska folkpartiet. Utrikesministern var opolitisk. Mauno Pekkala var den enda folkdemokraten någonsin som innehade ämbetet som Finlands statsminister. Hertta Kuusinen var den andra kvinnliga ministern i Finlands historia; den första var Miina Sillanpää i regeringen Tanner. I den röda regeringen under finska inbördeskriget hade det dessutom ingått två kvinnor. Ministären regerade från 26 mars 1946 till 29 juli 1948.
| Minister                                                                            | Ämbetsperiod                                                                 | Parti                                                       |
| ----------------------------------------------------------------------------------- | ---------------------------------------------------------------------------- | ----------------------------------------------------------- |
| Statsminister Mauno Pekkala                                                         | 26 mars 1946–29 juli 1948                                                    | Demokratiska Förbundet för Finlands Folk                    |
| Minister i statsrådets kansli Yrjö Kallinen Hertta Kuusinen                         | 26 mars 1946–4 juni 1948 4 juni 1948–29 juli 1948                            | Socialdemokraterna Demokratiska Förbundet för Finlands Folk |
| Utrikesminister Carl Enckell                                                        | 26 mars 1946–29 juli 1948                                                    | opolitisk                                                   |
| Minister i utrikesministeriet Reinhold Svento Uuno Takki                            | 26 mars 1946–30 april 1948 27 mars 1946–29 juli 1948                         | Demokratiska Förbundet för Finlands Folk Socialdemokraterna |
| Justitieminister Eino Pekkala                                                       | 26 mars 1946–29 juli 1948                                                    | Demokratiska Förbundet för Finlands Folk                    |
| Inrikesminister Yrjö Leino Eino Kilpi                                               | 26 mars 1946–22 maj 1948 26 maj 1948–29 juli 1948                            | Demokratiska Förbundet för Finlands Folk                    |
| Minister i inrikesministeriet Paavo A. Viding                                       | 26 mars 1946–29 juli 1948                                                    | Agrarförbundet                                              |
| Försvarsminister Mauno Pekkala Yrjö Kallinen                                        | 26 mars 1946–27 mars 1946 27 mars 1946–29 juli 1948                          | Demokratiska Förbundet för Finlands Folk Socialdemokraterna |
| Minister i försvarsministeriet Mauno Pekkala                                        | 27 mars 1946–29 juli 1948                                                    | Demokratiska Förbundet för Finlands Folk                    |
| Finansminister Ralf Törngren                                                        | 26 mars 1946–29 juli 1948                                                    | Svenska folkpartiet                                         |
| Minister i finansministeriet Onni Hiltunen                                          | 26 mars 1946–29 juli 1948                                                    | Socialdemokraterna                                          |
| Undervisningsminister Eino Kilpi Lennart Heljas                                     | 26 mars 1946–26 maj 1946 26 maj 1946–29 juli 1948                            | Demokratiska Förbundet för Finlands Folk Agrarförbundet     |
| Jordbruksminister Vihtori Vesterinen                                                | 26 mars 1946–29 juli 1948                                                    | Agrarförbundet                                              |
| Minister i jordbruksministeriet Paavo A. Viding                                     | 26 mars 1946–29 juli 1948                                                    | Agrarförbundet                                              |
| Minister för kommunikationsväsendet och allmänna arbetena Lauri Kaijalainen         | 26 mars 1946–29 juli 1948                                                    | Agrarförbundet                                              |
| Minister i ministeriet för kommunikationsväsendet och allmänna arbetena Erkki Härmä | 26 mars 1946–29 juli 1948                                                    | Socialdemokraterna                                          |
| Handels- och industriminister Uuno Takki                                            | 26 mars 1946–29 juli 1948                                                    | Socialdemokraterna                                          |
| Socialminister Matti Janhunen                                                       | 26 mars 1946–29 juli 1948                                                    | Demokratiska Förbundet för Finlands Folk                    |
| Minister i socialministeriet Lennart Heljas Erkki Härmä Onni Peltonen               | 26 mars 1946–26 maj 1948 12 april 1946–29 juli 1948 26 maj 1948–29 juli 1948 | Agrarförbundet Socialdemokraterna                           |
| Folkförsörjningsminister Taavi Vilhula                                              | 26 mars 1946–29 juli 1948                                                    | Agrarförbundet                                              |
| Minister i folkförsörjningsministeriet Yrjö Murto Erkki Härmä                       | 26 mars 1946–29 juli 1948 12 april 1946–29 juli 1948                         | Demokratiska Förbundet för Finlands Folk Socialdemokraterna |
| Minister utan portfölj Hertta Kuusinen                                              | 26 maj 1948–4 juni 1948                                                      | Demokratiska Förbundet för Finlands Folk                    |

## Fotnoter
1. ↑  Fulla politiska rättigheter för kvinnor i 100 år Arkiverad 11 oktober 2009 hämtat från the Wayback Machine.. aanioikeus.fi
2. ↑  31. Pekkala Statsrådet. (finska)